# Пшеренамон II
Пшеренамон (Псенамон) II (*49/48 до н. е. — після 23 до н. е.) — єгипетський діяч часів Римської імперії, верховний жрець Птаха у Мемфісі за володарювання римського імператора Августа.

## Життєпис
Походив зі знатного жрецького роду Мемфісу. Син Пшеренамона I, верховного жерця Птаха, та Танефергори. По материнській лінії був повэязаний з родом Аменгора I, що обіймав посаду верховного жерця протягом усієї династії Птолемеїв. Після смерті батька у 27 році до н. е. стає новим верховним жерцем. Він підтримав римське панування в Єгипті. Отримав від імператора Августа титул жерця Цезаря (Августула).
У 23 році до н. е. померла його мати. Після цього про діяльність Пшеренамона II нічого невідомо.